# جوستوس كاوبينين
جوستوس كاوبينين (بالفنلندية: Justus Kauppinen)‏ هو لاعب كرة قدم فنلندي، ولد في 28 أبريل 1997 في مانتسلا في فنلندا.

## وصلات خارجية
- جوستوس كاوبينين على موقع قاعدة بيانات كرة القدم.إي يو (الإنجليزية)
- جوستوس كاوبينين على موقع Soccerway.com (الإنجليزية)